# 아지오카촌
아지오카촌(味岡村)은 일본 아이치현 히가시카스가이군에 설치되었던 촌이다. 현재의 고마키시의 서북부에 해당한다.